# Jaskinia Draba

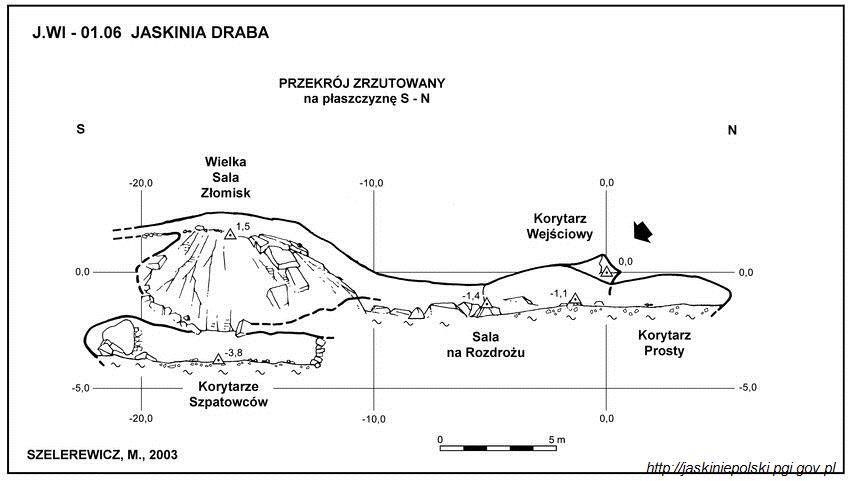
Przekrój jaskini

Jaskinia Draba – jaskinia o długości 67 metrów i głębokości 3,8 metra w Górze Zelce (Jura Wieluńska). Odkryta w dwudziestoleciu międzywojennym, podczas II wojny światowej pełniła funkcję schronu dla mieszkańców pobliskich miejscowości, m.in. wsi Węże.
Do jaskini prowadzi trójkątny otwór w postaci leja krasowego ze skalną ścianką o szerokości 120 cm i wysokości 80 cm, umieszczony w niewielkim wyrobisku. Jaskinia składa się z siedmiu części: Korytarza Wejściowego, Korytarza Prostego, Sali Na Rozdrożu, Wielkiej Sali Złomisk, Ciasnej Studni i dwóch Korytarzy Szpatowców. Na jej dnie spotkać można wiele dużych płyt i bloków wapiennych. Szata naciekowa została w większości zniszczona wskutek eksploatacji kalcytu prowadzonej w latach 1950–1957. Na stropie Korytarza Prostego zachowały się pozostałości połamanych stalaktytów, polewy, żebra i grzybki naciekowe, a na ścianach żyła krystalicznego, laminowanego kalcytu. Namulisko występuje zarówno w Korytarzu Prostym, jak i Korytarzach Szpatowców, gdzie miejscami zajmuje cały przekrój korytarzy. Jaskinia Draba jest miejscem hibernacji nietoperzy, głównie gacka brunatnego. Zaobserwować tu można również pajęczaki i komary.
Jaskinię objęto ochroną w ramach rezerwatu przyrody Węże w Załęczańskim Parku Krajobrazowym.